# Monterenzio
Monterenzio ist eine italienische Gemeinde mit 6110 Einwohnern (Stand 31. Dezember 2023) in der Metropolitanstadt Bologna, in der Region Emilia-Romagna. Sie ist eine der acht Gemeinden der Comunità Montana Cinque Valli Bolognesi.

## Geographie

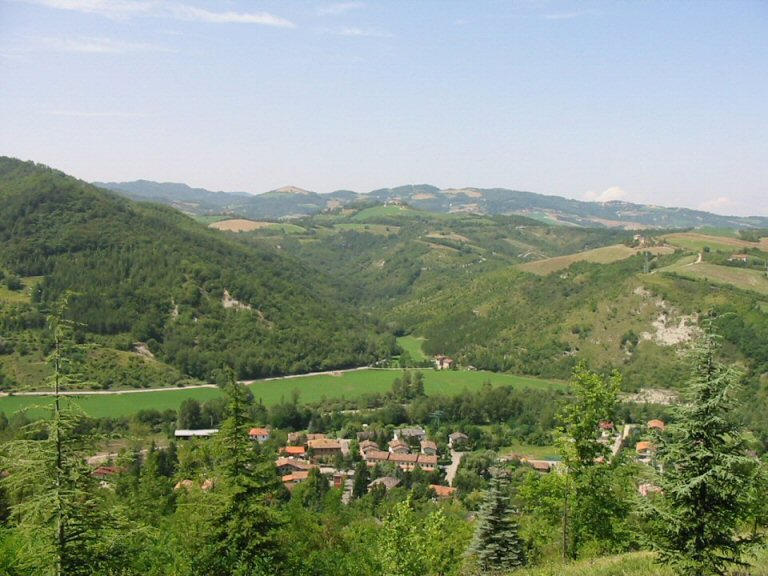
Monterenzio

Das Gemeindegebiet befindet sich auf der halben Strecke zwischen den Bächen Idice und Sillaro und ist der östliche Bergteil der Diözese von Bologna. Die elf landwirtschaftlichen Einheiten, die das Gebiet bilden, stammen aus vor-napoleonischer Zeit.
Über den Bergkamm führt die Staatsstraße Flaminia minore, die die Wasserscheide und die historische und kulturelle Grenze zwischen der Emilia und der Romagna bildet.
Der Hauptort liegt 34 km südlich von Bologna, am rechten Flussufer vom Idice und talwärts des Ortsteils Monterenzio, von dem der Gemeindenamen stammt. In der Vergangenheit war der Sitz der Gemeindeverwaltung in Villa di Cassano und Ca' di Lavacchio, danach im Ort Fiumetto ab 1880 und schließlich ab 1934 in der heutigen Lage.

## Geschichte
Es wird vermutet, dass die heutige Gemeinde Monterenzio mit dem Monte Russi, der in einem Placitum von Otto III. 998 erwähnt wurde, übereinstimmt. Bestimmt ist auf jeden Fall die Erwähnung eines castrum... qui dicitur Renzuli (Festung, die Renzuli genannt wurde), das in einer Transaktion vom Jahre 1034 erwähnt wird. Die ersten Ansiedlungen stammen aus der villanovianischen Zeit, wie Funde bei Pizzano bezeugen.
Bemerkenswert ist eine aus dem 4. Jahrhundert v. Chr. stammende etruskisch-keltische Besiedlung, die ungefähr vor 15 Jahren bei Pianella di Monte Savino, heute noch eine Ausgrabungsstelle, gefunden wurde. Hierbei wurde ein großes Becken zur Wassersammlung (Zisterne) freigelegt, sicherlich für eine öffentliche Nutzung. Das größte Ausbreitungsgebiet der Ansiedlung sollte auf das 3. Jahrhundert v. Chr. zurückzuführen sein, während später eine Zersiedelung, infolge der Romanisierung des Gebietes, nachzuweisen ist.
Eine breite Nekropole wurde auf dem Berggipfel vom Monte Tamburino gefunden. Was die mittelalterlichen Ansiedlungen anbelangt, befinden sich diese vorwiegend in den Gebieten um Cassano und Bisano, die durch sandige Gebiete mit höherer Stabilität und besserer Merkmale des Gesteins gekennzeichnet sind. Diese falten sich südwärts in Berghänge und bilden mehrheitlich blättrig tonartige Felswände. Die Gemeinde ist auch aus landschaftlicher Sicht sehr bemerkenswert.
Vom Dragone aus, bei der Pfarrei von Sassuno, die der Historiker Calindri ausführlich beschreibt, kann man einen schönen Ausblick genießen. Durch die Staatsstraße gelangt man an den Berg, in dem in uralten Zeiten die Rocca di Malaspina (Burg von Malaspina) hoch aufragte, die in Urkunden von 1288 als Sitz eines Podestàs und eines jährlichen Marktes erwähnt wird. Auf dem Bergkamm befindet sich hingegen der Hauptort des Gemeindegebiets, Monterenzio, wo sich die Torre (Turm) befindet, die von Calindri als Überbleibsel eines uralten Turms mit einer Breite von 20 Bolognesischen Quadratfüßen und einer weiten Schalung, heute zu einem Bauernhof umgebaut worden ist.
Die Merkmale des Gebäudes machen es einem Casatorre ähnlich, das bemerkenswerte Architektur- und Baumerkmale aufweist.
Auf der Fassade sind drei untereinander aufgestellte Portale zu sehen, eines für jeden Stock. Auffallend sind auch hohle, schmalere Fenster, die von einer kegelförmigen Naht gekennzeichnet sind.
Im Inneren des Gebäudes fängt das Grundjoch den Hauptbalken, ein typisches Stilelement der Architektur dieser Epoche. Im Ort Scaruglio lag die Kirche S.Andrea di Scoveto, die in den Unterlagen über Erntesteuern vom Jahre 1300 erwähnt wurde. Es wird vermutet, dass dabei der Markt von Monterenzio am St.-Andrea-Tag stattfand, wie es die Statuten von Bologna vom Jahre 1288 vorschrieben.
In der Nähe der Pfarreikirche, auf dem Berg, der Catellaccio genannt wurde, ragte hoch eine Burg, die schon 1297 erwähnt wurde, als die damalige Verwaltung von Bologna diese befestigte. Der Ortskern weist verschiedene bemerkenswerte Gebäude vom 14. oder 15. Jahrhundert auf.
Im Juni 2023 verursachte Starkregen Hangrutsche und eine Schlammlawine. Die Einwohner von Monterenzio waren über drei Wochen ohne Zufahrtstraße.

## Verwaltung
- Bürgermeister: Pierdante Spadoni, seit 2014.
- Rathaus: Zentralnummer 051 92.90.02
- Klimatische Einordnung: zona E, 2490 GR/G